# 유안세
사수애왕 유안세(泗水哀王 劉安世, ? ~ 기원전 103년)는 중국 전한의 황족 · 제후왕이다.

## 생애
사수사왕 유상의 태자로 아버지가 죽자 뒤를 이어 기원전 103년에 사수왕이 되었으나, 그해에 바로 죽었다. 무제는 사수왕의 가계가 단절되는 것을 불쌍히 여겨 애왕의 아우 유하를 세워 사수사왕의 가계를 이어가게 하니, 이가 곧 사수대왕이다.